# Alex Bowen
Alex Rodrigo Bowen Carranza (Viña del Mar, 10 de enero de 1967) es un productor y director chileno de cine y televisión. Ejerció como propietario y presidente de Alce y Bowen Producciones. Anteriormente, se desempeñó como director Ejecutivo de Área Dramática de Televisión Nacional de Chile (2014), bajo la administración de Mauro Valdés.

## Biografía
Estudió cine en institutos profesionales, en la Pontificia Universidad Católica de Chile, en la Universidad de Chile y en diversos talleres especializados. Su experiencia laboral comenzó en 1990, cuando integró en etapas sucesivas diversas asociaciones de producción de filmes de publicidad para la televisión hasta terminar con la formación de Alce, S.A. productora de su propiedad.
En 1999, realizó su primer largometraje, Campo minado, que tuvo una acogida pública más bien discreta. Su segunda cinta, estrenada en 2005, Mi mejor enemigo, se apoya en un guion preparado por Julio Rojas y Paula del Fierro. El filme recibió numerosos premios y obtuvo una buena recepción en varios festivales (Huelva, Cartagena de Indias, Bruselas, Washington, entre otros), habiendo sido elegida como Mejor película chilena en el Festival de Cine de Valdivia en 2005. Fue seleccionada, además, para competir en los Premio Goya de ese año.
En 2010, ganó el premio del CNTV para hacer una serie acerca del terremoto de Chile de 2010 y además producir un largometraje de la serie Libertadores de TVE y Wanda (España) acerca de la vida de Bernardo O'Higgins cuando niño, proyectos que están en producción actualmente. Desde 2012 hasta 2014, Álex Bowen produce junto a Pablo Díaz con la casa productora Bowen DDRio, las teleseries de las 15:00 horas. de TVN, como Dama y obrero, Solamente Julia y El regreso.
Álex Bowen es además dirigente de la Asociación de Productores de Cine y TV de Chile.
El 6 de diciembre de 2013, fue confirmado como el nuevo director general del área dramática de Televisión Nacional de Chile luego de la renuncia de María Eugenia Rencoret.

## Área dramática de TVN

### Director general
Álex Bowen pasa a supervisar los últimos proyectos que dejó Rencoret antes de emigrar: Vuelve temprano y El amor lo manejo yo. En el primer caso, la teleserie nocturna fue un éxito en audiencia, aunque comenzó a bajar su sintonía considerablemente en sus últimos meses, a causa de la irrupción de telenovelas turcas en Mega, –que bordeaban los 30 puntos de índice de audiencia en sus días de transmisión– aunque subió algunos puntos de sintonía en su recta final. Con la segunda telenovela, adaptación de la original argentina Dulce amor, se retrasaron por unas semanas el inicio de las grabaciones, y fue aquí donde el excineasta mandó a que se reescribieran los guiones para la adaptación concebidos en primera instancia. La telenovela fue hasta el período de su transmisión, la teleserie chilena más vista del 2014, promediando 19,8 puntos de índice de audiencia en su horario. Alrededor de su recta final, en los meses de septiembre y octubre, la sintonía comenzó a decaer, llegando a quedar en segundo lugar de los programas más vistos de la semana. Se apuntaron como culpables el alargue sufrido en la historia original trasandina por los guionistas locales, los resúmenes previos a los capítulos estrenos donde se llegaba a dar incluso el capítulo anterior de forma completa, hoy innecesario uso, debido a internet, y también por el alargue propinado por la edición de la teleserie, acortando su transmisión original de una hora, a 30 minutos, incluso llegando a durar 20 minutos aproximadamente.
Bowen creó junto al guionista Julio Rojas, asesor de guiones emigrado de Canal 13, el grupo CREA, junto con la ex productora ejecutiva de telenovelas de TVN y Canal 13, Verónica Saquel y los cineastas Rodrigo Sepúlveda y Lalo Prieto. Su agrupación consistía en definir y asesorar los contenidos de los próximos proyectos dramáticos que verían la luz en el canal estatal el 2015.
Junto con Julio Rojas, Bowen gestionó su primera creación dramática que consistiría en la telenovela nocturna del segundo semestre del 2014, No abras la puerta, protagonizada por Luz Valdivieso, Matías Oviedo y Gonzalo Valenzuela, donde se abordarían las temáticas de la violencia contra la mujer y la homoparentalidad en el caso de una pareja de lesbianas. Telenovela que se estrenaría a pocos meses de asumir, la periodista y guionista Carmen Gloria López, como la nueva Directora Ejecutiva de TVN.
No abras la puerta no obtiene los mismos resultados de audiencia que Vuelve temprano, promediando 10 unidades solamente.
Álex Bowen y su equipo creativo no se rinden y apuestan por una nueva producción dramática en el horario de las 20:00 horas, en el que Televisión Nacional de Chile ha conservado un liderazgo consecutivo en sintonía desde 2008. La nueva apuesta vespertina apela a rescatar la esencia de las teleseries de la década de los años 1990 que realizó TVN, recordadas hasta el día de hoy, principalmente las producidas por el exdirector del canal estatal, Vicente Sabatini, que fueron muy exitosas al ser localizadas en distintas zonas de Chile, donde se mostraban las distintas costumbres de los habitantes de regiones, todo esto acompañado de costosas producciones, originales y atractivas historias, y personajes inolvidables. La vespertina de Bowen sería grabada en Caleta Chañaral de Aceituno, aprovechando su diverso ecosistema marino. El nombre oficial de esta teleserie sería Caleta del sol, protagonizada por Carolina Arregui, Francisco Melo y el debut en telenovelas chilenas, del experimentado actor chileno en producciones internacionales, Gonzalo Vivanco. La historia trataría acerca de un pueblo costero que se ve amenazado ante las intenciones de implementar una termoeléctrica.

### Despido
Después de diez meses laborando en Televisión Nacional de Chile, se anuncia mediante un comunicado de prensa, el 24 de octubre de 2014, la abrupta desvinculación de Álex Bowen de su cargo de Director del Área Dramática. Su reemplazo corresponderá al actual director de programación, Nicolás Acuña, que pasaría a tomar su cargo de manera interina. Se especula que la salida de Bowen del canal estatal es a raíz de los fracasos y bajas en audiencia, obtenidos por las dos únicas producciones dramáticas creadas durante su supervisión de la teleserie nocturna No abras la puerta y la teleserie vespertina Caleta del sol que fueron estrenadas durante el segundo semestre del 2014 con bajos niveles de audiencia en sus estrenos.
Más tarde, se confirma que el nuevo reemplazo para Bowen serían tres productores distintos: Verónica Saquel (encargada del horario vespertino), Rodrigo Sepúlveda (encargado del horario nocturno) y Alejandro Burr (encargado del horario de post-almuerzo), siendo este último además quien asume el cargo de coordinador general del área dramática. Alex Bowen, por su parte, meses después volvería a su casa productora BowenDDRio y continuaría produciendo telenovelas para TVN junto a su socio Pablo Díaz del Río.

## Cine
Director
- 1999 - Campo minado
- 2005 - Mi mejor enemigo
- 2008 - Muñeca

## Televisión

### Series y miniseries
Director
- 2008 - El blog de la Feña
- 2009 - Química
- 2010 - Cartas de mujer
- 2010 - Adiós al séptimo de línea
- 2011 - Amar y morir en Chile

Productor Ejecutivo
- 2014 - El niño rojo

### Telenovelas
| Año  | Título               | Cargo                             | Medio                        |
| ---- | -------------------- | --------------------------------- | ---------------------------- |
| 2009 | Corazón rebelde      | Productor ejecutivo asociado      | Canal 13                     |
| 2012 | Dama y obrero        | Productor ejecutivo asociado      | Bowen Producciones           |
| 2013 | Solamente Julia      | Productor ejecutivo asociado      | Bowen Producciones           |
| 2013 | El regreso           | Productor ejecutivo asociado      | Bowen Producciones           |
| 2014 | Vuelve temprano      | Director ejecutivo Área Dramática | Televisión Nacional de Chile |
| 2014 | El amor lo manejo yo | Director ejecutivo Área Dramática | Televisión Nacional de Chile |
| 2014 | No abras la puerta   | Director ejecutivo Área Dramática | Televisión Nacional de Chile |
| 2014 | Caleta del sol       | Director ejecutivo Área Dramática | Televisión Nacional de Chile |
| 2015 | Esa no soy yo        | Productor ejecutivo asociado      | Bowen Producciones           |
| 2016 | Un diablo con ángel  | Productor ejecutivo asociado      | Bowen Producciones           |
| 2017 | Dime quién fue       | Productor ejecutivo asociado      | Bowen Producciones           |

## Premios y nominaciones

### Premios Altazor
| Año  | Producción                | Categoría       | Resultado |
| ---- | ------------------------- | --------------- | --------- |
| 2006 | Mi mejor enemigo          | Mejor dirección | Nominado  |
| 2011 | Adiós al séptimo de línea | Mejor dirección | Nominado  |